# 보형 형식
수학에서 보형 형식(保型 形式) 또는 자기동형 형식(自己同型 形式, 영어: automorphic form)은 고전적인 모듈러 형식을 임의의 리 군 및 그 이산 부분군으로 일반화시킨 개념이다. 즉, 어떤 이산 부분군의 작용에 대하여 불변인 해석 함수이다. 보형 형식의 이론은 랭글랜즈 프로그램을 통해 현대 수론의 핵심적인 부분을 차지한다.

## 정의
임의의 리 군 {\displaystyle G}은 이와사와 분해(영어: Iwasawa decomposition)를 통해 멱영군 {\displaystyle N}, 아벨 군 {\displaystyle A}, 콤팩트 반단순 군 {\displaystyle K}로 분해될 수 있다. 즉, 임의의 원소 {\displaystyle g\in G}는 이와사와 분해에 따라
{\displaystyle g=n(g)a(g)k(g)}
{\displaystyle n(g)\in N,\;a(g)\in A,\;k(g)\in K}
와 같이 나타낼 수 있다.
리 군 {\displaystyle G}가 이산 부분군 {\displaystyle \Gamma \subset G}를 갖는다고 하자. {\displaystyle G} 위의, {\displaystyle \Gamma }에 대한 보형 형식 {\displaystyle f\colon G\to \mathbb {C} }는 다음 네 조건들을 만족시키는 매끄러운 함수이다.
- 모든 {\displaystyle \gamma \in \Gamma }, {\displaystyle g\in G}에 대하여, {\displaystyle f(\gamma g)=f(g)}
- ({\displaystyle K}-유한성) {\displaystyle f}를 {\displaystyle K}의 원소에 대하여 (우측) 병진이동시켜 얻은 함수들의 벡터 공간이 유한 차원이다.
- ({\displaystyle {\mathcal {Z}}}-유한성) {\displaystyle {\mathcal {Z}}}가 {\displaystyle G}의 리 대수 {\displaystyle {\mathfrak {g}}}의 보편 포락 대수 {\displaystyle U({\mathfrak {g}})}의 중심이라고 하자. 그렇다면, {\displaystyle f}를 상쇄시키는,{\displaystyle {\mathcal {Z}}}의  유한 여차원 아이디얼 {\displaystyle J\subset {\mathcal {Z}}}이 존재한다.
- (첨점에서의 완만한 성장 영어: moderate growth at cusp) 첨점 근처에서, {\displaystyle |f(g)|=O(\Vert a(g)\Vert ^{\lambda })}인 {\displaystyle \lambda \in \mathbb {R} }가 존재한다.

이 네 조건 가운데, 첫 번째를 제외하고 나머지는 기술적인 조건이다.

### 고전적 정의와의 관계
고전적으로, 보형 형식은 복소 공간 위의 유리형 함수로 정의되었고, 이 경우 변환 법칙에 보형 인자(영어: factor of automorphy) {\displaystyle j}라는 인자가 포함되었다. 즉,
{\displaystyle f(\gamma \cdot z)=j(\gamma ,z)^{-m}f(x)}
의 꼴이다. 예를 들어, 고전적 모듈러 형식은 상반평면 {\displaystyle \mathbb {H} } 위에, 모듈러 군 {\displaystyle \Gamma =\operatorname {PSL} (2,\mathbb {Z} )}에 대하여 변환하는 함수이다.
현대적으로, 이는 {\displaystyle G=\operatorname {SL} (2,\mathbb {R} )}의 부분군 {\displaystyle K=\operatorname {SO} (2,\mathbb {R} )}에 대한 잉여류 공간
{\displaystyle \operatorname {SL} (2,\mathbb {R} )/\operatorname {SO} (2,\mathbb {R} )\cong \mathbb {H} }
위의 함수로 재해석된다.

## 역사
보형 형식은 고전적인 개념인 모듈러 형식의 일반화이다. 고전적인 모듈러 형식은 힐베르트 모듈러 형식·지겔 모듈러 형식 등으로 일반화되었다. 일반적인 리 군에 대한 오늘날의 추상적인 정의는 일리야 퍄테츠키샤피로 등에 의하여 1960년대에 완성되었다. 이후 로버트 랭글랜즈가 랭글랜즈 프로그램을 통해 이를 대수적 수론의 갈루아 군과 연결시키면서, 현재까지 수론의 주요 연구 대상이 되고 있다.

## 같이 보기
- 자기동형사상
- {\displaystyle j}-불변량

## 참고 문헌
- Bump, Daniel (1997). 《Automorphic Forms and Representations》. Cambridge Studies in Advanced Mathematics (영어) 55. Cambridge University Press. doi:10.1017/CBO9780511609572. ISBN 9780521550987.
- Jacquet, Hervé; Robert P. Langlands (1970). 《Automorphic forms on GL(2)》 (PDF). Lecture Notes in Mathematics (영어) 114. Springer. doi:10.1007/BFb0058988. ISBN 978-3-540-04903-6. MR 0401654.
- Iwaniec, Henryk (1997). 《Topics in Classical Automorphic Forms》. Graduate Studies in Mathematics (영어) 17. American Mathematical Society. ISBN 978-0-8218-0777-4.